# Puppe (Insekt)

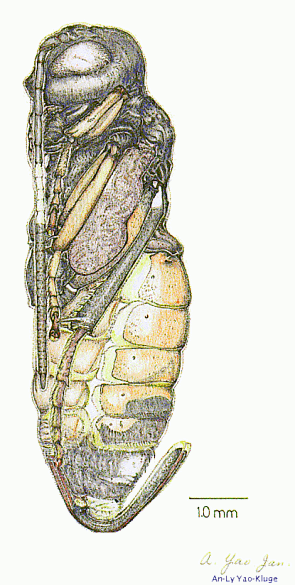
Schlupfreife Puppe einer weiblichen Wespe mit bereits durchschimmernder Imago

Eine Puppe oder Chrysalis, auch Chrysalide (zu altgriechisch χρυσός chrysos ‚Gold’) bezeichnet in der Zoologie ein morphologisch klar abgegrenztes, meist fast oder völlig bewegungsloses Übergangsstadium zwischen der Insektenlarve und dem geschlechtsreifen Vollinsekt (Imago) der Holometabola. Das Puppenstadium geht nach einer Häutung aus dem letzten Larvenstadium hervor und häutet sich selbst zur Imago. In jedem Fall ist dieses Stadium dadurch gekennzeichnet, dass jede Nahrungsaufnahme unterbleibt.
Das Puppenstadium ist charakteristisch für die holometabolen Insekten, dazu gehören Schmetterlinge, Käfer, Zweiflügler, Hautflügler und einige weitere Ordnungen. Bei diesen sehen die Larven völlig anders aus als die ausgewachsenen Tiere (Imagines). Einige hemimetabole Insekten wie die Fransenflügler oder die Schildläuse haben konvergent ebenfalls puppenähnliche Ruhestadien entwickelt, die sich aber in wesentlichen Merkmalen von den echten Puppen der Holometabola unterscheiden.

## Bewegung und Beweglichkeit
Während viele Arten unbewegliche Puppen haben, sind z. B. die schwimmenden Puppen der Stechmücken-Gattungen Culex und Anopheles sehr beweglich. Einige Puppen führen wellenförmige (undulierende) Bewegungen zur Unterstützung der Atmung aus, z. B. bei den meisten Köcherfliegen, andere besitzen eine gewisse Beweglichkeit, um Schlupfwinkel oder Hüllen vor dem Schlupf zur Imago verlassen zu können. In einigen Gruppen besitzt die Puppe bewegliche Mundwerkzeuge (Mandibeln), die meist dazu dienen, eine Puppenhülle aufzuschneiden. In keinem Fall kommen im Puppenstadium aber bewegliche und funktionstüchtige Beine vor. Die Puppe kann in einer Höhlung im Holz oder Erdreich („Puppenwiege“) verborgen sein oder völlig frei liegen. Häufig ist sie in eine vom letzten Larvenstadium selbst gesponnene Hülle, einen Kokon, eingeschlossen. Bei einigen Gruppen, vor allem den Cyclorrhapha unter den Zweiflüglern und den meisten Fächerflüglern, erfolgt die Verpuppung innerhalb der nicht abgestreiften letzten Larvenhaut, die dann als Puparium bezeichnet wird.
Einige Gruppen der holometabolen Insekten besitzen nicht nur ein, sondern zwei völlig unterschiedlich aussehende Larvenstadien mit unterschiedlicher Lebensweise; in der Regel ist eines dieser Stadien dabei parasitisch. Ein solcher Entwicklungszyklus wird „Hypermetamorphose“ genannt. In manchen Fällen (z. B. Ölkäfer) ist dabei zwischen erster und zweiter Larvenform ebenfalls ein Ruhestadium eingeschaltet, das dann „Scheinpuppe“ genannt wird. Auf dieses Scheinpuppenstadium folgt ein weiteres Larvenstadium und dann die echte Puppe.

## Metamorphose
Bei der Verpuppung der Insektenlarve findet ein fast vollständiger körperlicher Umbau (die Metamorphose) statt. Im Puppenstadium werden die wesentlichen imaginalen Organe wie z. B. Flügel, Komplexaugen, Begattungsorgane, von denen bei der Larve in der Regel äußerlich keine Spur erkennbar ist, neu angelegt. Bei der letzten Häutung, dem Schlupf der Imago aus der Puppenhaut, erlangen diese Organe dann nur noch ihre endgültige Form und härten aus. Bevor das letzte Larvenstadium sich zur Puppe häutet, verliert es in der Regel bereits seine Bewegungsfähigkeit. Viele innere Organe werden funktionslos und abgebaut. Dieses Stadium wird oft „Präpuppe“ genannt. Nach der Häutung zur Puppe werden oft weitere Teile des Körpers einschließlich der Haut (Epidermis) und der Anhänge und Gliedmaßen vollkommen entdifferenziert und abgebaut. Innerhalb der entdifferenzierten Zellmassen behalten aber einige Abschnitte ihre differenzierte Gestalt bei. Von diesen aus organisiert sich der Körperbauplan neu, so dass larvale Organe teilweise völlig abgebaut und ihre imaginalen Entsprechungen von Grund auf neu gebildet werden können. Vor allem bei einigen Zweiflüglern geht der größte Teil des imaginalen Körpers aus knospenförmigen Einsenkungen tief im Innern, den Imaginalscheiben, neu hervor, während die entsprechenden larvalen Strukturen völlig verschwinden. Dieser radikale Umbau ist allerdings nicht die Regel. Bei den meisten Gruppen werden larvale Strukturen nur umgebaut, ohne dass sie völlig eingeschmolzen würden. In einigen Fällen wandern Zellen aus dem larvalen Organ in das sich neu bildende Puppenorgan (das dem späteren imaginalen entspricht) ein. Selbst bei der Taufliege Drosophila, bei der die Metamorphose am besten untersucht ist und die als Musterbeispiel eines vollständigen und radikalen Umbaus gilt, werden einige Zellen der Larve ohne Funktionsänderung oder Entdifferenzierung an die Imago weitergegeben. Bei vielen Gruppen besitzt die Puppe eigene Puppenorgane, die weder bei der Larve noch bei der Imago vorhanden sind. Beispiele sind etwa die (bei der Larve im Körperinnern vorgebildeten) Kiemenfäden der Kriebelmücken-Puppe oder die zur Atmung dienenden Thorakalhörnchen der Stechmücken- und Zuckmückenpuppen.

## Puppenformen
Aufgrund der äußeren Form werden drei verschiedene Typen unterschieden:
- freie Puppen Extremitäten und Flügel frei abstehend (vor allem bei Käfern und Hautflüglern)
- Mumienpuppen im Prinzip der freien Puppe entsprechend, nur sind die Körperanhänge mit dem Körper verklebt (Wespen, Schmetterlinge, Marienkäfer, Faltenmücken …)
- Tönnchenpuppen Puppe der höheren Fliegen. Die der freien Puppe entsprechende eigentliche Puppe liegt verborgen in einem Tönnchen, das aus der letzten Larvenhaut gebildet wird.

### Puppenformen bei Schmetterlingen
Bei Schmetterlingen (siehe Puppe (Schmetterling)) werden zusätzlich nach der Art der Befestigung an der Unterlage noch folgende Arten von Puppen unterschieden:
- Gürtelpuppen werden von einem um ihre Mitte geschlungenen Faden gehalten.
- Stürzpuppen hängen an ihrem Hinterende.

Puppe einer Wespe
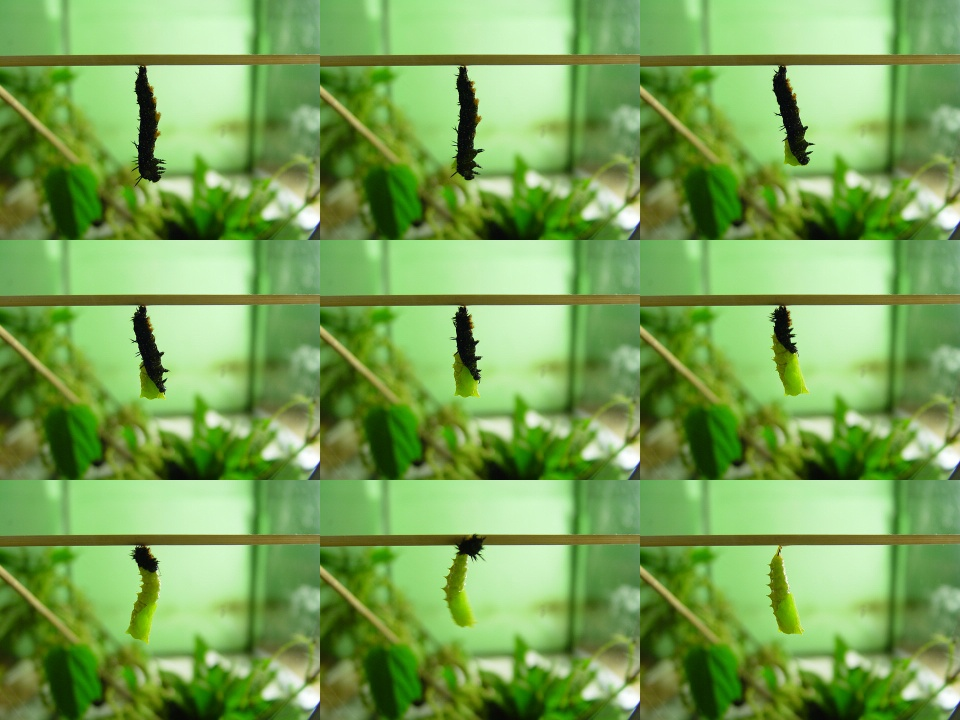
Verpuppung von Inachis io (Tagpfauenauge) in 60-Sekunden-Schritten
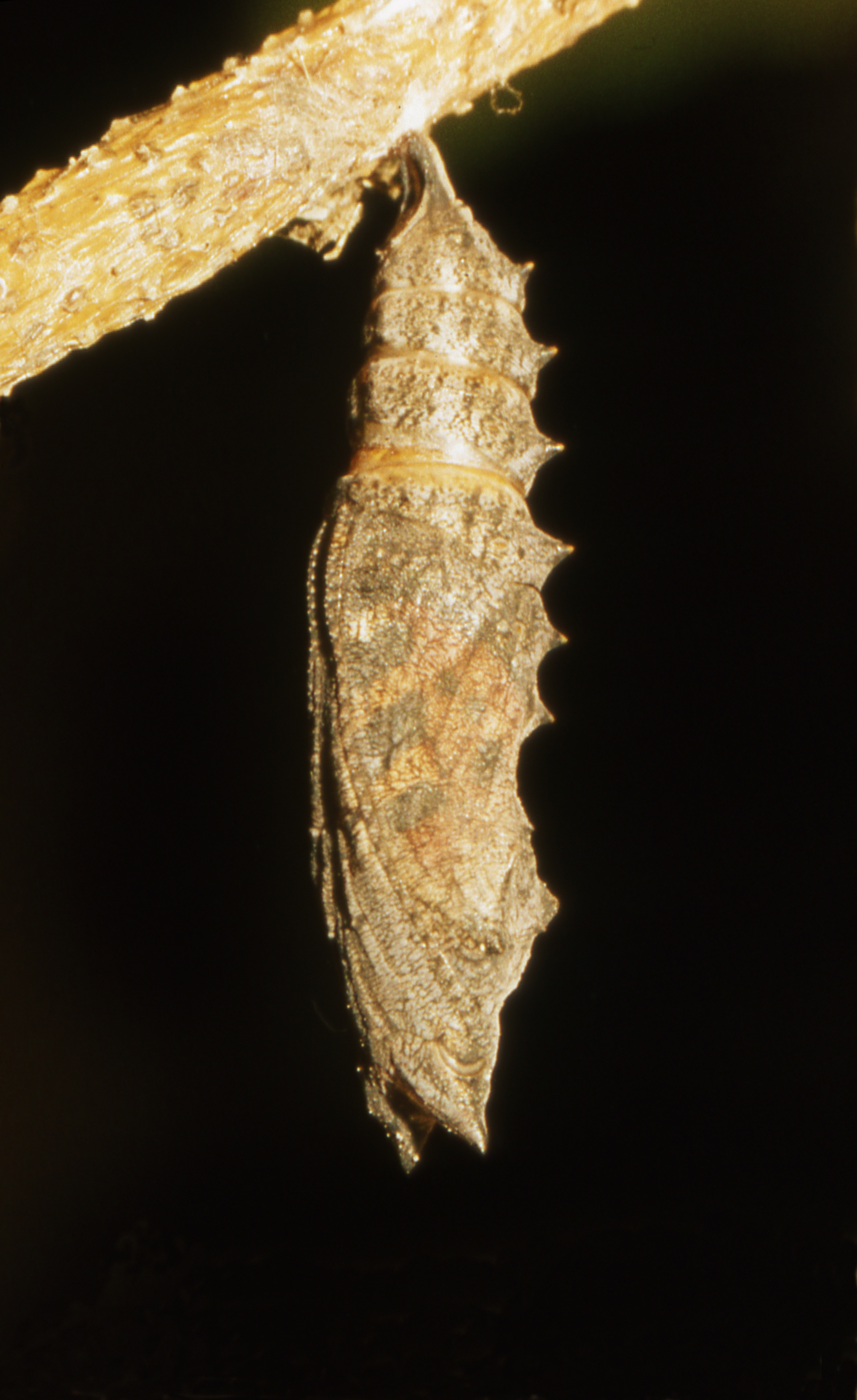
Kleiner Fuchs, kurz vor dem Schlüpfen
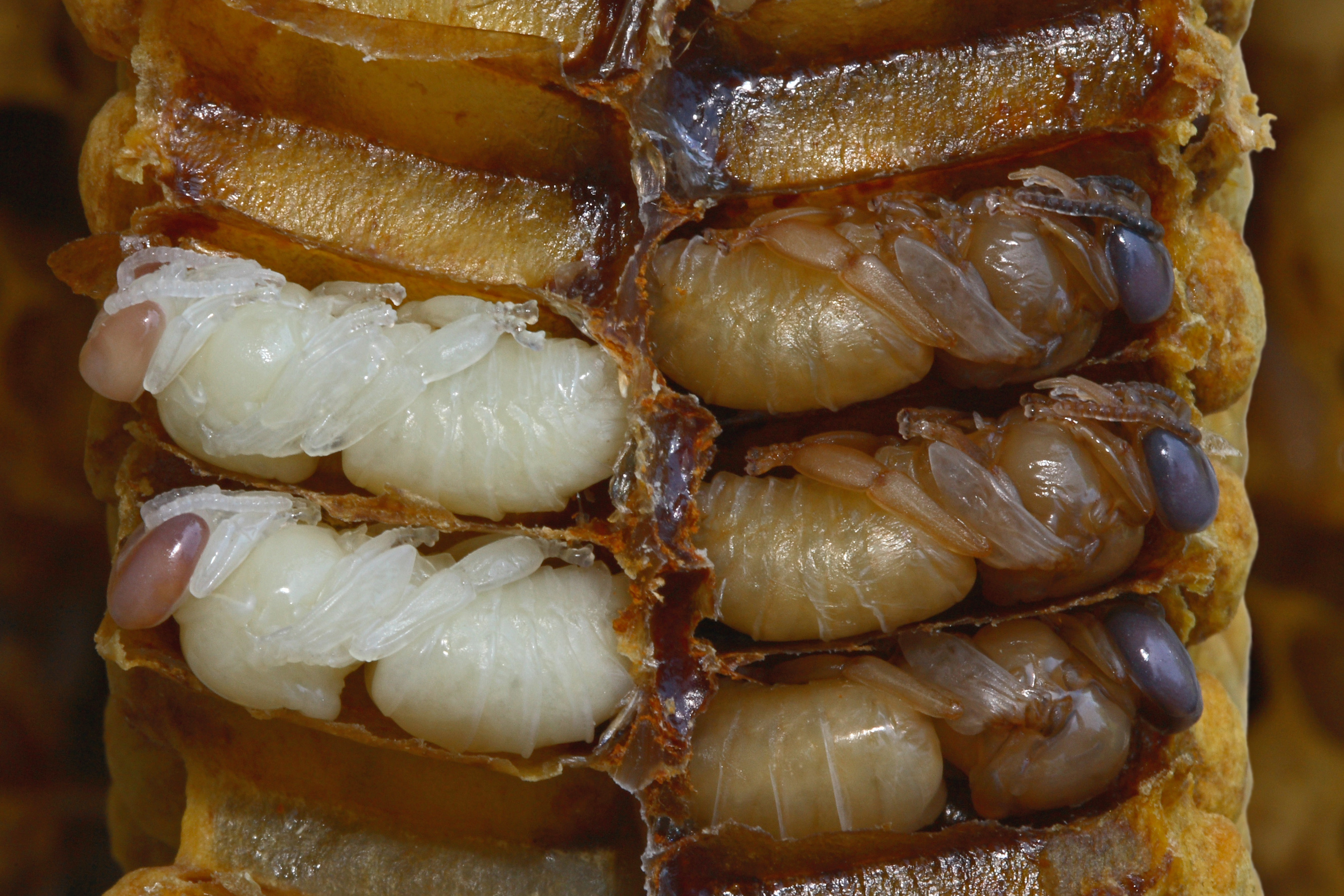
Drohnenpuppen der Westlichen Honigbiene
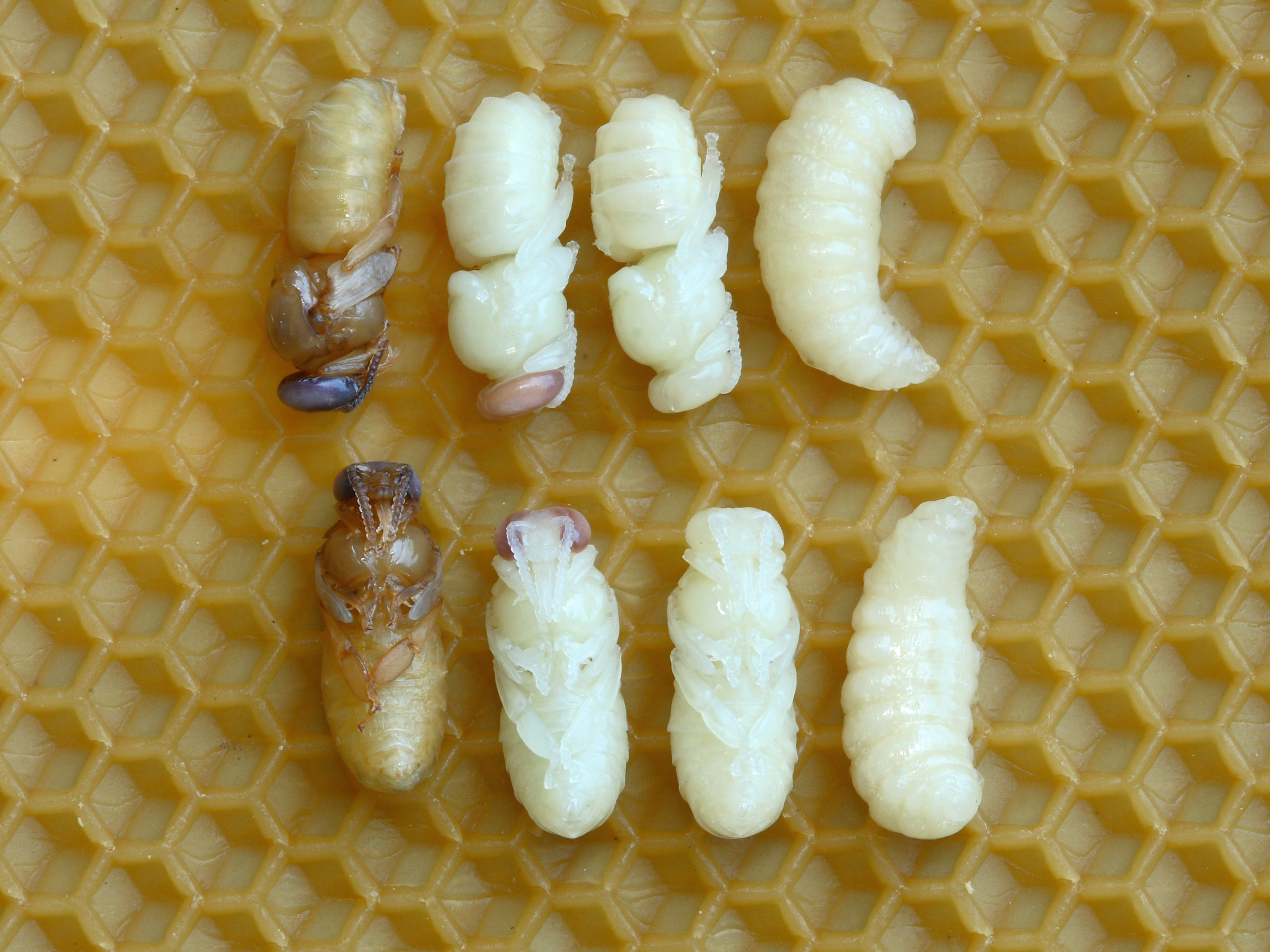
Drohnenpuppen in verschiedenen Entwicklungsstadien
Nur zwei mm lange Puppe an einem Blatt
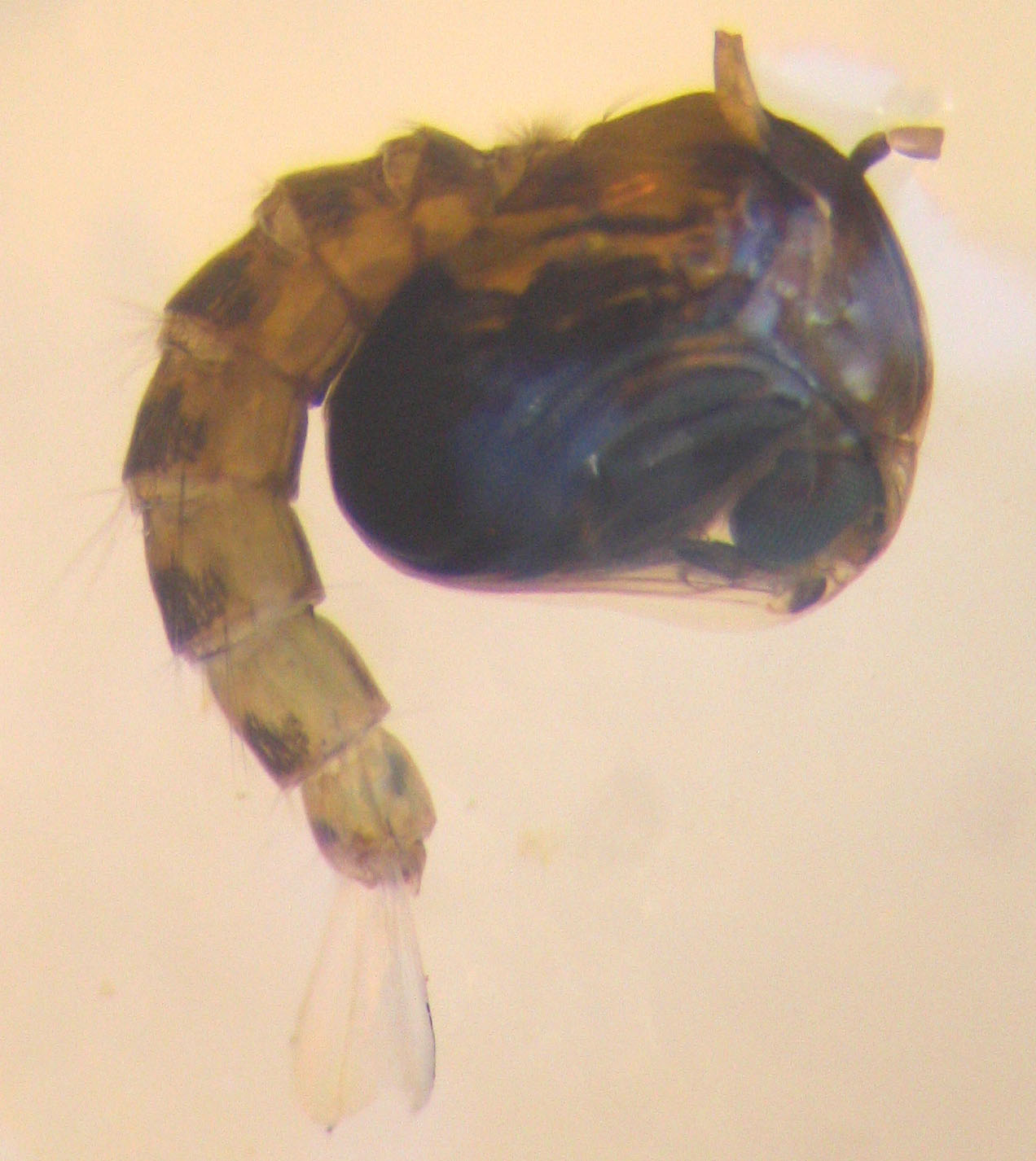
Puppe einer Stechmücke
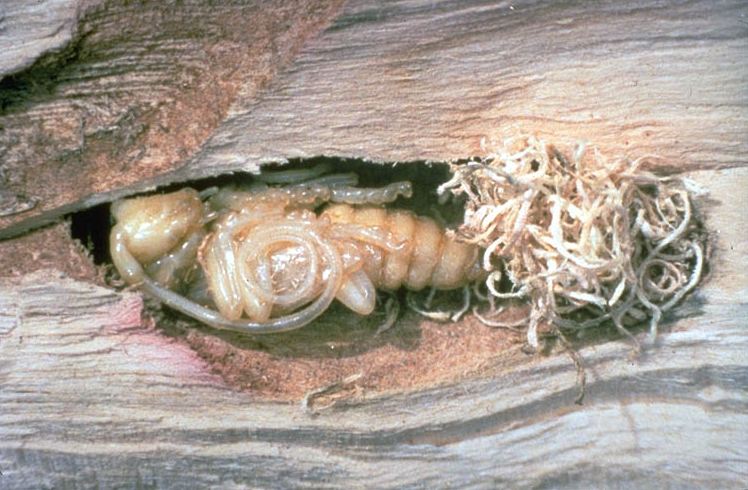
„Freie Puppe“ des Asiatischen Laubholzbockkäfers

## Nutzung durch den Menschen
Insektenpuppen sind eiweißreich und können meist gegessen werden.
Seit vermutlich über 8500 Jahren werden Puppen des Seidenspinners zur Seidegewinnung in China genutzt. Eine 5200 Jahre alte steinerne Skulptur wurde im Bereich der Qiujiazhuang-Gräber in der nordchinesischen Provinz Shanxi gefunden, die einen Seidenspinner-Kokon darstellt.